# Eduard Vischer (Historiker)
Eduard Vischer (* 3. Dezember 1903 in Rupperswil; † 13. September 1996 in Basel) war ein Schweizer Historiker.

## Leben
Eduard Wilhelm Vischer wurde als Sohn des Pfarrers Eduard Vischer und seiner Frau Emma geb. Heusler in Rupperswil geboren. Nach der Maturitätsprüfung 1923 an der Kantonsschule in Aarau studierte er Geschichte in Basel, Heidelberg und Genf und wurde 1929 in Basel zum Dr. phil. promoviert. Von 1934 bis 1963 war er Gymnasiallehrer in Glarus. Von 1963 bis 1969 arbeitete er als Landesarchivar und -bibliothekar.

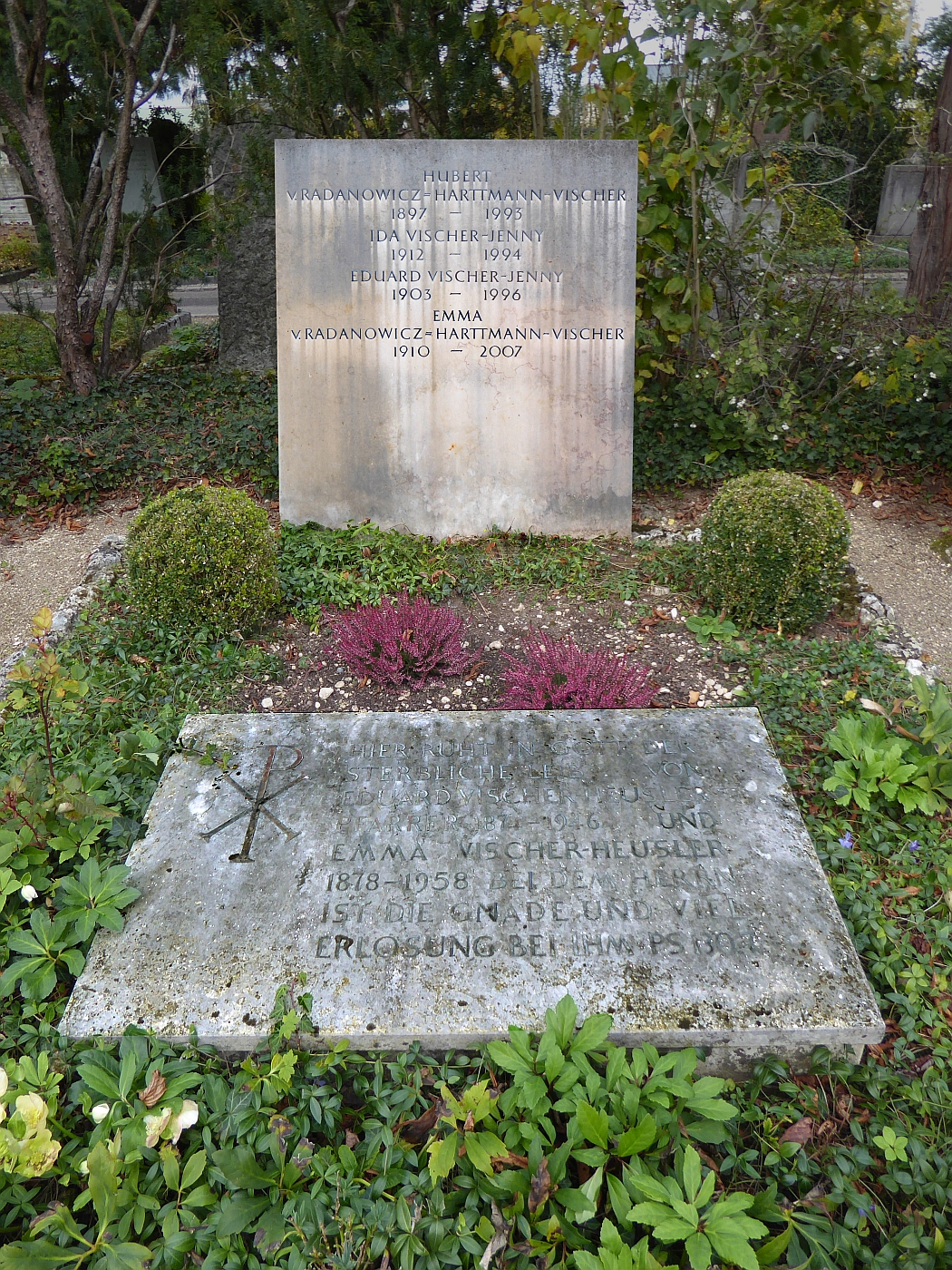
Grab auf dem Friedhof Wolfgottesacker, Basel

Vischer war 1934 Mitgründer des Historischen Zirkels Basel; für seine zahlreichen wissenschaftlichen Arbeiten erhielt er 1969 den Basler Wissenschaftspreis und 1980 den Kulturpreis des Kantons Glarus.

## Schriften
- Die Wandlungen des Verhältnisses der Schule zu Kirche und Staat in Basel von der Mitte des 18. bis gegen das Ende des 19. Jahrhunderts. Diss. Phil. Basel 1929 (gedruckt: Zürich 1931); Buchhandelsausgabe: (= Schweizer Studien zur Geschichtswissenschaft. 15, H. 3) Leemann, Zürich 1930, S. 455–673.
- Barthold Georg Niebuhr und die Schweiz. In: Die Welt als Geschichte. 16, 1956, S. 1–40.
- Wilhelm Vischer, Gelehrter und Ratsherr, 1808–1874, im Spiegel seiner Korrespondenz mit Rudolf Rauchenstein. Helbing & Lichtenhahn, Basel 1958.
- Zur Schweizerischen Geschichtsschreibung im ersten Drittel des 20. Jahrhunderts. In: Schaffhauser Beiträge zur Geschichte, Bd. 50, 1973, S. 5–38. (Digitalisat)
- Aargauische Frühzeit 1803–1852. Gesammelte Studien. Sauerländer, Aarau 1976, ISBN 3-794125371 In: Argovia. Jahresschrift der Historischen Gesellschaft des Kantons Aargau. 88, 1976, S. 5–372. (Digitalisat)
- Heimat und Welt. Studien zur Geschichte einer schweizerischen Landsgemeinde-Demokratie. Francke, Bern 1983. ISBN 3317015837.
- (als Hrsg.): Barthold Georg Niebuhr: Briefe. Neue Folge, 1816–1830., 4 Bde., Francke, Bern 1981–1884.
- Zur Geschichte der Geschichtsschreibung. Eine Nachlese. Francke, Bern 1985, ISBN 3-7720-1610-3.